# Kráľová (Banská Bystrica)

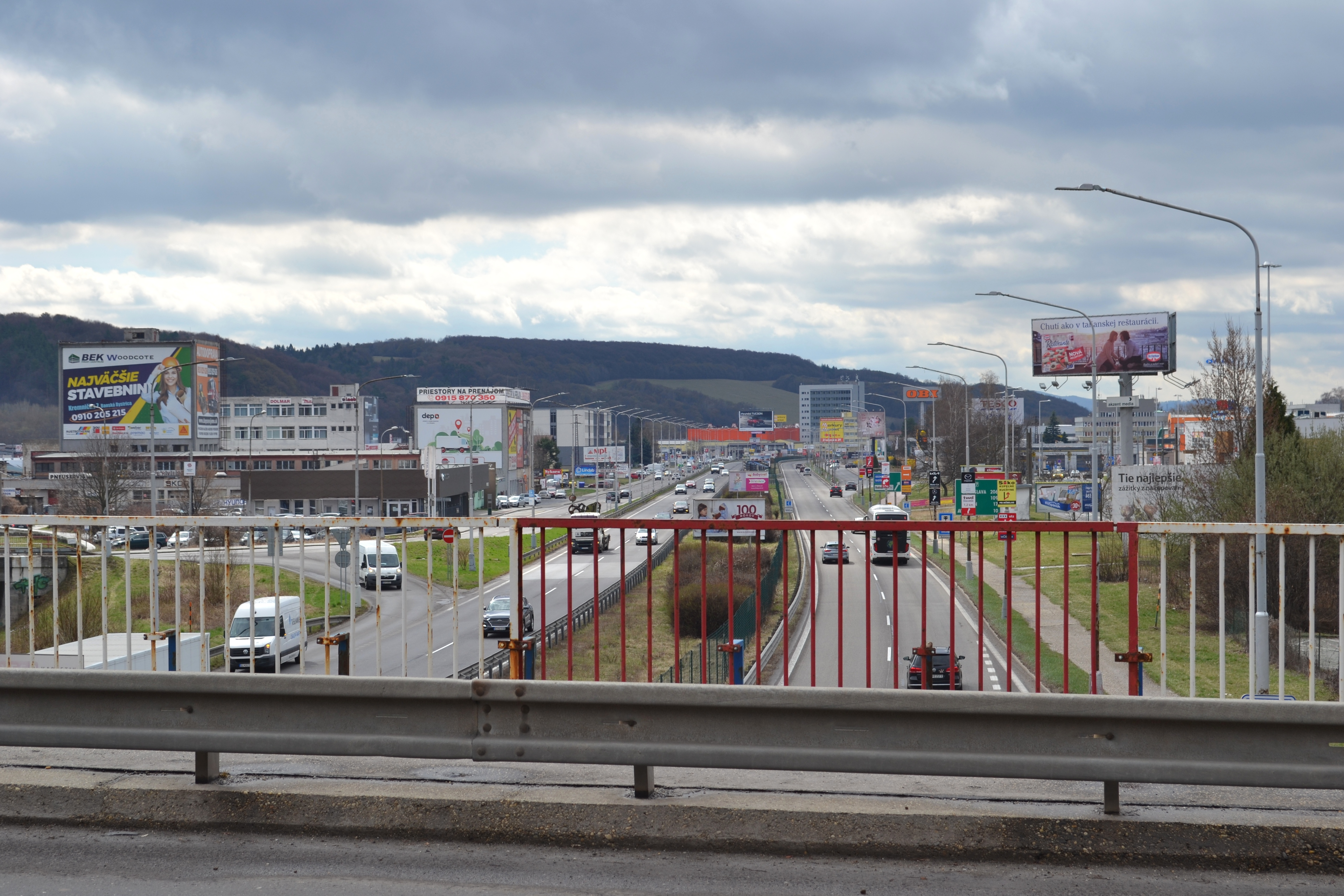
Král’ová — Městská část Bánské Bystrice

Kráľová (maďarskyj Királyfalva, Királyfalu, Garamkirályfalva) je městská část Banské Bystrice. V roce 2008 zde žilo 5 401 obyvatel.

## Historie
První písemná zmínka pochází z roku 1264, kdy obec byla uvedena jako Villa reginalis Querali. V roce 1503 byla uvedena pod názvem Khunigsdorf.
Původně to byla samostatná obec, která byla roku 1964 sloučená s obcí Radvaň do obce Radvaň-Kráľová, která byla o dva roky později připojena k Banské Bystrici.